# Vågsfjord (Nordfjord)
Der Vågsfjord ist einer der nördlichen Zugänge zum Nordfjord im Fylke (Provinz) Vestland in Norwegen.

## Der Fjord
Der Vågsfjord verläuft auf etwa 8,5 km Länge von Nordwest nach Südost zwischen den Inseln Husevågøy im Süden und Vågsøy im Norden und gehört verwaltungsmäßig zur Gemeinde Kinn. Parallel zu ihm verläuft auf der Südseite von Husevågøya zwischen dieser Insel und der Insel Bremangerland der Fåfjord, ein zweiter nördlicher Zugang zum Nordfjord.

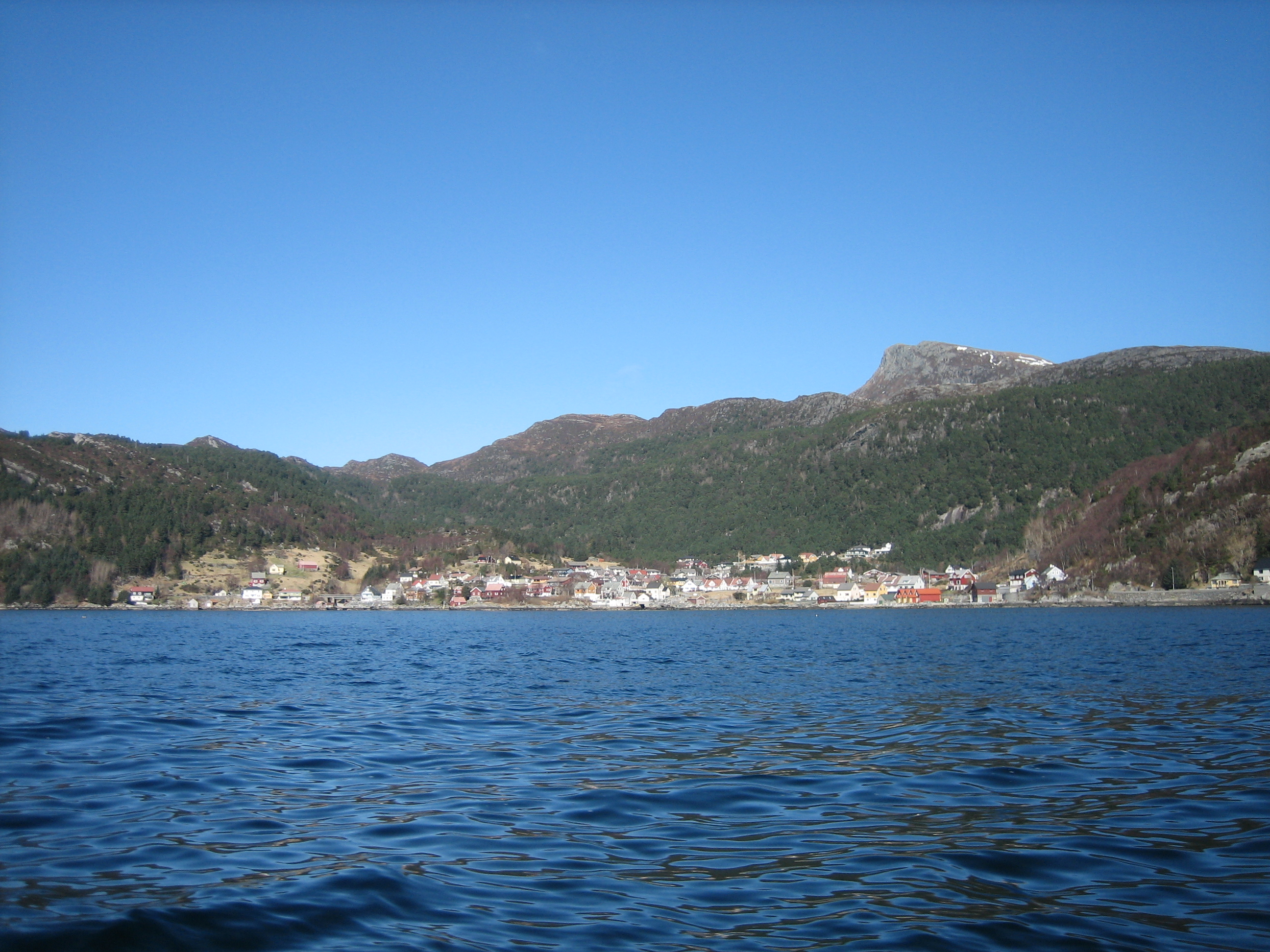
Holvik am Vågsfjord

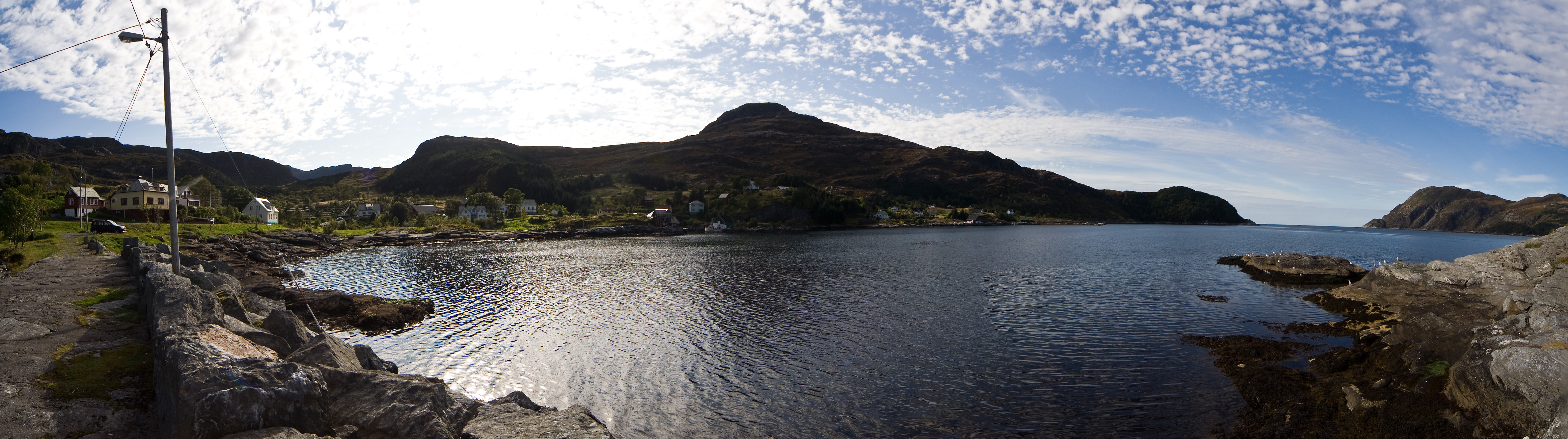
Husevåg

Die westliche Einfahrt vom Nordmeer in den Fjord befindet sich zwischen dem Nordwestkap der Insel Husevågøy, dem Hovdenes mit dem Hovdenes-Leuchtfeuer, im Süden und der Landspitze Vombanes auf Vågsøya im Norden. Östlich von Vombanes liegen die kleinen Dörfer Vågsvåg und Holvik am Nordufer. Die Stadt Måløy, ein wichtiger Fischereihafen, liegt an der Südostseite von Vågsøya am Ulvesund, der vom Vågsfjord zwischen Vågsøya und dem Festland nach Nordosten in das Sildegap und damit das Nordmeer südlich von Stadlandet führt. Am Nordufer der Insel Husevågøy liegt das Dorf Husevåg. Südöstlich von Maløy zweigt ein Nebenarm des Vågsfjords, der Skavøypollen, nach Osten ab; an seinem Nordufer liegt der kleine Ort Tennebø. Der Vågsfjord endet bald darauf auf der Nordseite der Insel Gangsøya, wo der Nordfjord beginnt.

## Verkehr
Es gibt eine Autofähre, die äußerst westliche über den Nordfjord, über den Vågsfjord von Måløy zum Südende der Insel Husvågøya und weiter über den Fåfjord nach Oldeide auf Bremangerland. Die Provinzstraße Rv15 verläuft entlang der Nordseite des Fjords nach Måloy. Von dort geht die Fv621 am Nordufer des Fjords entlang nach Holvik und Vågsvåg. Auf Husvågøya verläuft die Fv 624 nahezu die gesamte Nordseite der Insel entlang.